# Cagoulard
Cagoulard [kagulár] (český význam "zakuklenec") je člen tajné ultrapravicové organizace, která byla odhalena ve Francii v letech 1937 a 1938. Organizace se nazývala "Comité Secret d'Action Révolutionnaire" (Tajný výbor revoluční akce) a jejím cílem bylo bojovat proti francouzskému ústavnímu systému. Tohoto cíle chtěla dosáhnout za pomoci teroru a vyvolání občanské války.
Cagoulardi byli pravděpodobně podporováni ze strany některých reprezentantů velkokapitálu, kterým nabízeli pomoc při odstranění údajné "rudé hrozby", a také ze zahraničí – zejména ze strany nacistického Německa, fašistické Itálie a Španělska.

## Teror
Organizaci je připisováno několik teroristických útoků z roku 1937:
- 5. května 1937 pumový útok na expresní vlak z Bordeaux k italské hranici
- 1. června 1937 neúspěšný pokus o položené pumy do hraničního tunelu na hranicích se Španělskem
- V druhém týdnu srpna 1937 pumový útok ve Villeneuve-sur-Lot, který zničil dvě letadla
- 29. srpna 1937 další pumové útoky na letadla v Paříži
- 11. září 1937 pumový útok na kanceláře velkoprůmyslníků v rue Presbourg v Paříži (pravicovým tiskem připisováno komunistické straně)